# Alf Poier

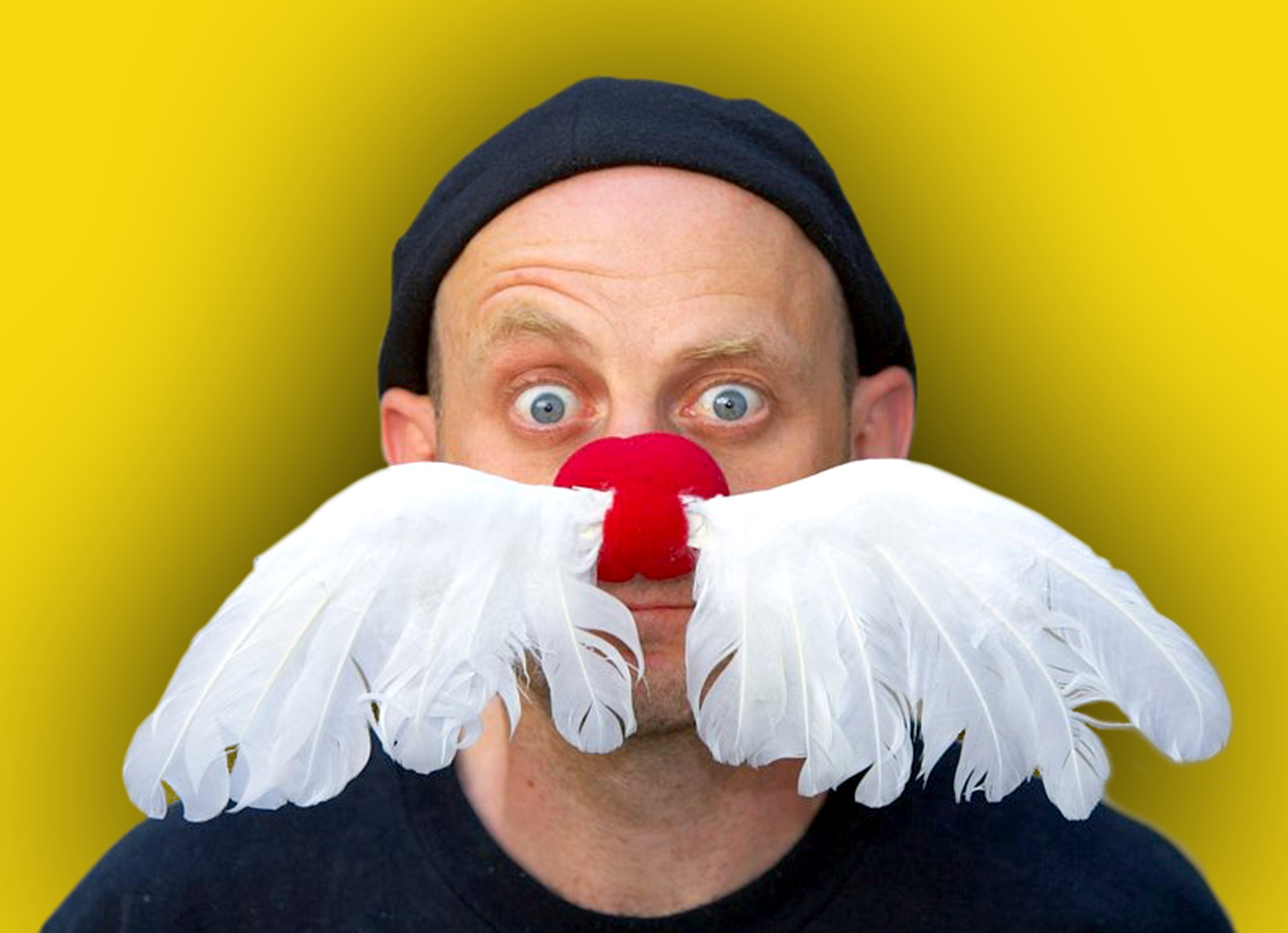
Alf Poier

Alf Poier, född 22 februari 1967 i Judenburg i Steiermark, är en österrikisk komiker och låtskrivare.

## Eurovision Song Contest
Alf Poier representerade Österrike i Eurovision Song Contest 2003 med sin egenkomponerade humoristiska visa Weil der Mensch zählt. Bidraget framfördes med startnummer två i finalen i Riga, en startposition som av tradition är otursförföljd i Eurovisionen. Bidraget lyckades dock under omröstningen ta sig upp till sjätte plats och slutade endast sex poäng efter svenska Fames Give Me Your Love.
I förhandsvideon inför tävlingen gjorde Poier i mellanspelet en handrörelse med sexuell anspelning, vilket han blev förbjuden att göra i sändningen. Väl på scenen gjorde han istället alla sina handrörelser ovanför bältet.
Bidragets text är den enda i Eurovisionens historia som nämner dromedarer och kackerlackor. Singeln med Weil der Mensch zählt certifierades med en guldskiva i Österrike.